# Sam Bennett (ciclista)
Sam Bennett (Wervik, Bélgica, 16 de outubro de 1990) é um ciclista profissional irlandês que atualmente corre para a equipa Deceuninck-Quick Step.

## Palmarés
| - 2009 - 1 etapa do An Post Rás - 2010 - 1 etapa do Rhône-Alpes Isère Tour - 2011 - Grande Prêmio Van de Stad Geel - 2013 - 2 etapas do An Post Rás - 1 etapa da Volta à Grã-Bretanha - 2014 - Clássica de Almeria - Volta a Colónia - 1 etapa da Volta à Baviera - 2015 - 1 etapa do Tour de Catar - 2 etapas da Volta à Baviera - 1 etapa da Arctic Race da Noruega - Paris-Bourges - 2016 - 1 etapa do Critérium Internacional - 1 etapa do Giro de Toscana - Paris-Bourges - 2017 - 1 etapa da Paris-Nice - 2 etapas do Volta à Eslovénia - 2 etapas do Tour da República Checa - Giro de Münsterland - 4 etapas do Volta à Turquia | - 2018 - 3 etapas do Giro d'Italia - Volta a Colónia - 3 etapas do Volta à Turquia - 2019 - 1 etapa da Volta a San Juan - 1 etapa do UAE Tour - 2 etapas da Paris-Nice - 2 etapas do Volta à Turquia - 1 etapa do Critério do Dauphiné - Campeonato da Irlanda em Estrada - 3 etapas do BinckBank Tour - 2 etapas da Volta a Espanha - 2020 - 1 etapa do Tour Down Under - Race Torquay - 1 etapa da Volta a Burgos - 1 etapa do Tour de Valônia - 2 etapas do Tour de France, mais classificação por pontos - 1 etapa da Volta a Espanha - 2022 - 2 etapas da Volta a Espanha |

## Resultados em Grandes Voltas e Campeonatos do Mundo
Durante sua corrida desportiva tem conseguido os seguintes postos nas Grandes Voltas e nos Campeonatos do Mundo em estrada:
| Corrida            | Corrida            | 2010 | 2011 | 2012 | 2013 | 2014 | 2015 | 2016  | 2017  | 2018  | 2019  | 2020  | 2021 | 2022 |
| ------------------ | ------------------ | ---- | ---- | ---- | ---- | ---- | ---- | ----- | ----- | ----- | ----- | ----- | ---- | ---- |
|                    | Giro d'Italia      | —    | —    | —    | —    | —    | —    | —     | 158.º | 112.º | —     | —     | —    | —    |
|                    | Tour de France     | —    | —    | —    | —    | —    | Ab.  | 174.º | —     | —     | —     | 138.º | —    | —    |
|                    | Volta a Espanha    | —    | —    | —    | —    | —    | —    | —     | —     | —     | 134.º | 137.º | —    |      |
| Mundial em Estrada | Mundial em Estrada | —    | —    | —    | —    | —    | 40.º | Ab.   | —     | —     | Ab.   | —     | —    |      |

—: não participa

Ab.: abandono

## Equipas
- Française des Jeux (2010)[6]
- An Post-ChainReaction (2011-2013)
  - An Post-Sean Kelly (2011-2012)
  - An Post-ChainReaction (2013)
- NetApp/Bora (2014-2019)
  - Team NetApp-Endura (2014)
  - Bora-Argon 18 (2015-2016)
  - Bora-Hansgrohe (2017-2019)
- Deceuninck-Quick Step[7] (2020-)